# Indás pimpó
Az indás pimpó vagy kúszó pimpó (Potentilla reptans) a rózsafélék (Rosaceae) családjába tartozó növényfaj.
Lágy szárú, évelő növény. Út mentén, nedves helyeken terem, a nitrogénben gazdag talajt kedveli.
Egyéb elnevezései: arannyal versengő, folyó pimpó, ötlevelű v. ötújjúfű, terjedő pimpó.
Heverő, tarackos szárú, a nóduszoknál legyökerező. 30–100 cm-esre nő meg. Levelei hosszú kocsányon nőnek, 5 (néha 7) visszásan tojásdad, fűrészes, mindkét oldalán zöld levélkéből tenyeresen összetettek.
Aranysárga virágai hosszú kocsányokon fejlődnek a levélhónaljból, június-augusztus között nyílnak, 17–25 mm szélesek. Pártáját 5, szív alakú szirom alkotja. Aszmagtermését hangyák terjesztik.
Közepes mennyiségű cserzőanyagát valaha a népi gyógyászat hasznosította.

## Hasonló fajok
Hasonlít hozzá a vérontófű (Potentilla erecta), de annak csak 3 levélkéje van, illetve a libapimpó (Argentina anserina vagy Potentilla anserina).

## Referenciák
- Germplasm Resources Information Network (GRIN)